# Walk with Dreams
「Walk with Dreams」（ウォーク・ウィズ・ドリームズ）はDragon Ash3枚目の配信シングル。2012年7月4日にMOB SQUADから配信。

## 解説
長友佑都が出演する大塚製薬「ポカリスウェット」CMソング。7月3日に公式サイトにて緊急配信発表。4月に急逝したIKÜZÖNEのラストレコーディング楽曲。当初は15周年を迎え「Year of the Dragon Ash」を華々しく飾るべくリリース予定であったがIKÜZÖNE逝去のため延期。ジャケットは生前IKÜZÖNEがギターや自身のファッションに多用していた赤と青に色づけされた15周年ロゴが採用されている。